# Харагути, Кэнсай
Кэнсай Харагути (япон.原口兼斎; 2 апреля 1847; Оита, Сёгунат Токугава — 18 июня 1919; Японская империя) — японский генерал-лейтенант, участник Русско-японской войны.

## Биография
Родился в семье самурая 2 апреля 1847 года.
Поступил офицером в Высшую военную академию Императорской армии Японии. которую закончил в 1872 году в звании младшего лейтенанта.
С 1890 по 1892 учился в Германии.
Участвовал в Сацумском восстании на стороне Императорской армии.
Был командующим 4-й дивизии Японии в Японо-китайской войне (1894—1895) .
В 1897 получил звание генерал-майора.
Во время Русско-японской войны командовал Корейской армией.
В 1905 получил звание генерал-лейтенанта.
Возглавил вторжение на Сахалин со своей 14 000-й 13-й армией.
В 1907 бы отправлен в резерв а в 1914 ушёл в отставку.
Умер в 72 года в 1919 году.